# Mesosemia calypso
Mesosemia calypso är en fjärilsart som beskrevs av Bates 1868. Mesosemia calypso ingår i släktet Mesosemia och familjen Riodinidae. Inga underarter finns listade i Catalogue of Life.